# آبلو

ابلو سه شهید به نام های محمد علی آبلویی_شهید فاضلی_شهید نیکروز
دمدومی آبشاری در آبلو بود که بخاطر کانال زدن آب از بین برده شده 
آبلو، روستایی است از توابع بخش مرکزی شهرستان نکا در استان مازندران ایران و در دهستان مهروان قرار دارد
اقا میر رفیع که به عنوان جد یکی از اقوام در داخل محل قرار دارد و بارگاه بزرگی برای خود دارد
که برادر اقا میررفیع در تیله بن قرار دارد. 

این روستا همچنین با محله گلبستان نکا و محله طالب آباد نکا وصل است و با روستاهای زرندین سفلی و چالوپل مجاورت دارد ...

## جمعیت
این روستا در دهستان مهروان قرار دارد و براساس سرشماری مرکز آمار ایران در سال ۱۳۸۵، جمعیت آن ۱۶۴۸ نفر (۴۰۶خانوار) بوده‌است. 
مردم آبلو از قومیت طبری هستند. مردم آبلو به زبان طبری (مازندرانی) سخن میگویند.